# Teodor (Mamasujew)
Teodor, imię świeckie Ołeksandr Mamasujew (ur. 4 listopada 1966 w Samborze) – biskup Ukraińskiego Kościoła Prawosławnego Patriarchatu Moskiewskiego.

## Życiorys
Jego rodzina nie była głęboko religijna. Ojciec duchownego wychował go w wierze prawosławnej, ale rodzice przyszłego hierarchy rzadko praktykowali. W 1996, gdy przyszły biskup był już mnichem, a jego ojciec zmarł, matka postanowiła zostać mniszką.
Ukończył technikum rolnicze w Rudkach i w 1988 rozpoczął naukę w seminarium duchownym w Moskwie. Jako jego student w 1989 złożył wieczyste śluby zakonne w ławrze Troicko-Siergijewskiej. 31 grudnia tego samego roku został wyświęcony na hierodiakona, zaś w maju 1990 na hieromnicha. W tym samym roku patriarcha Moskwy i całej Rusi Aleksy II wyznaczył go na kapelana żeńskiego monasteru św. Mikołaja w Mukaczewie. W 1992 uzyskał dyplom seminarium duchownego w Moskwie, zaś w 1996 ukończył wyższe studia teologiczne na Moskiewskiej Akademii Duchownej.
W 1994 otrzymał godność ihumena, zaś w 1996 – archimandryty. 23 grudnia 2007 w ławrze Peczerskiej miała miejsce jego chirotonia na biskupa mukaczewskiego i użhorodzkiego. Od 21 lipca 2009 nosi tytuł arcybiskupa.